# Зыбин, Ефим Сергеевич
Ефи́м Серге́евич Зы́бин (1894—1946) — советский военачальник, генерал-майор (1940), участник Первой мировой, Гражданской и Великой Отечественной войн. В 1941 году попал в немецкий плен, в плену сотрудничал с немецким командованием, коллаборационист. После войны арестован в СССР и расстрелян. Не реабилитирован.

## Биография
Ефим Зыбин родился 25 декабря 1894 года в деревне Васильевка Александровской волости Задонского уезда Воронежской губернии (ныне — в Липецком районе Липецкой области) в крестьянской семье. Окончив сельскую школу, работал батраком.
С 1914 года (по другим данным — с 1915) по мобилизации служил в царской армии, по 1917 год принимал участие в Первой мировой войне рядовым лейб-гвардии Семёновского полка.
1 декабря (по другим данным — в сентябре) 1918 года добровольно вступил в Рабоче-Крестьянскую Красную Армию. В 1919 году окончил 4-е Орловские кавалерийские командные курсы; с сентября 1919 года служил там же: командир взвода, начальник хозяйственной команды, командир кавалерийского дивизиона курсантов (май — ноябрь 1921). В этой должности участвовал в подавлении восстания Антонова на Тамбовщине.
С декабря 1921 года — комендант Управления вузов Орловского округа, с марта 1922 — начальник хозяйственной команды 4-х Орловских кавалерийских курсов. В 1922 году был арестован Орловской губернской ЧК за должностные преступления; в январе 1923 года уволен в запас.
С сентября 1923 года по направлению Орловского губернского военкомата учился в Петроградской кавалерийской школе, затем служил там же командиром взвода и курсовым командиром. В 1927 году вступил в ВКП(б). С мая 1931 года, по окончании кавалерийской школы в Новочеркасске, — командир эскадрона, кавалерийского дивизиона Объединённой кавалерийской школы им. 1-й конной армии. В 1933 году окончил объединённую кавалерийскую школу в Москве, после чего занимал должность её начальника. В мае 1935 года назначен начальником полковой школы 118-го кавалерийского полка 30-й кавалерийской дивизии Ленинградского округа. С февраля 1937-го — помощник командира полка по материальному обеспечению; 8 августа 1936 года ему было присвоено звание полковника. С февраля 1937 года служил в Народном комиссариате обороны СССР помощником начальника 1-го отделения Отдела по ремонтированию конского состава РККА, затем — командиром 62-го кавалерийского полка (с мая 1938), помощником командира Особой Краснознаменной кавалерийской дивизии им. Сталина (с октября 1938). В 1938 году был арестован органами НКВД по подозрению в антисоветском военном заговоре, но вскоре был освобождён. В июле (по другим данным — в апреле) 1939 года назначен командиром 36-й кавалерийской дивизии в Белорусском военном округе. 1 ноября 1939 года присвоено звание комбриг, 4 июня 1940 года — генерал-майор.
В начале Великой Отечественной войны дивизия Зыбина принимала активное участие в боевых действиях. Под его командованием она участвовала в приграничных боях с немецкими войсками и была разгромлена. Скрываясь около двух месяцев, 22 августа 1941 года под Пуховичами Минской области попал в немецкий плен (по показаниям самого Зыбина — пленён 28 августа в районе дер. Клетное Волковысского района). Первоначально Зыбин содержался в лагере для военнопленных в Борисове, затем 18 сентября 1941 года он был переправлен в офицерский лагерь Хаммельбург, затем содержался в Нюрнберге и Вайсенбурге. В лагерях Зыбин был замечен в ведении антисоветской агитации и сотрудничестве с администрацией, в частности, он предлагал сформировать охранный батальон из военнопленных и предложил свои услуги в качестве командира этого батальона, был комендантом Хаммельбургского лагеря военнопленных. Вместе с генералами Трухиным и Благовещенским участвовал в создании «Русской народной трудовой партии» в конце 1941 года.
За измену Родине Зыбин 13 октября 1942 года Военной коллегией Верховного суда Союза ССР заочно приговорён к расстрелу.
4 мая 1945 года Зыбин был освобождён американцами. Через советскую военную миссию по репатриации в Париже он был 26 мая 1945 года переправлен в Москву вместе с другими освобождёнными из плена генералами. Подвергся проверке в органах НКВД, был арестован. На следствии в вину Зыбину вменялись выдача сведений, составляющих военную тайну, добровольное согласие на сотрудничество с противником, участие в создании вооруженных формирований их числе военнопленных для вооружённой борьбы с СССР , личное ведение агитационной и вербовочной работы среди военнопленных.
Военная коллегия Верховного Суда СССР приговорила Ефима Зыбина за потерю управления дивизией и антисоветскую агитацию в плену к высшей мере наказания. Приговор был приведён в исполнение 25 августа 1946 года.
Обоснованность осуждения генерала Зыбина за измену Родине была подтверждена Главной военной прокуратурой России 17 сентября 2002 года.

### Семья
Жена — Вера Алексеевна Зыбина; Особым совещанием при НКВД СССР 26 июня 1943 года, как член семьи изменника Родины, осуждена на 5 лет ссылки в Омскую область.